# Porsche 718
Porsche 718 är en tävlingsbil, tillverkad av den tyska biltillverkaren Porsche mellan 1957 och 1961.

## Porsche 718
Porsche 718 RSK var en vidareutveckling av företrädaren 550. Karossen var i det närmaste oförändrad och skillnaderna fanns under skalet. Bromsar och hjulupphängningar hade förbättrats. Från 1958 fanns bilen även med en större 1,6-litersmotor. Sedan FIA infört en regeländring till 1960 kom RS 60 med modifierad kaross, med ett litet bagageutrymme. Dessutom hade 356:ans pendelaxel bytts ut mot moderna triangellänkar.
Flera Porsche-kunder körde Formel 2 med 718-modellen. Genom att flytta ratten till mitten av bilen fick man en ensitsig bil. Till 1959 kom Porsche med en äkta formelbil, med friliggande hjul.

## Porsche 787
Under femtio- och sextiotalen deltog fortfarande privatförare i Formel 1-tävlingar. Trots skillnaderna i motorstorlek körde flera Porsche-kunder sina 718/F2-bilar i F1-cirkusen. Till säsongen 1961 begränsades motorstorleken till 1,5 liter. Porsche tog då fram en Formel 1-version av 718-modellen, kallad Porsche 787.

## Tekniska data
| Porsche 718                 | 1500 RSK                                                              | 1600 RSK                                                              | RS 60                                                                 | 787 F1                                                                |
| --------------------------- | --------------------------------------------------------------------- | --------------------------------------------------------------------- | --------------------------------------------------------------------- | --------------------------------------------------------------------- |
| Motor:                      | 4-cylindrig boxermotor                                                | 4-cylindrig boxermotor                                                | 4-cylindrig boxermotor                                                | 4-cylindrig boxermotor                                                |
| Kylning:                    | Luftkylning                                                           | Luftkylning                                                           | Luftkylning                                                           | Luftkylning                                                           |
| Cylindervolym:              | 1498 cm³                                                              | 1587 cm³                                                              | 1587 cm³                                                              | 1498 cm³                                                              |
| Borrning x slaglängd:       | 85 x 66 mm                                                            | 87,5 x 66 mm                                                          | 87,5 x 66 mm                                                          | 85 x 66 mm                                                            |
| Max effekt vid varvtal:     | 142 hk vid 7 700 v/min                                                | 165 hk vid 8 000 v/min                                                | 165 hk vid 8 000 v/min                                                | 160 hk vid 8 000 v/min                                                |
| Max vridmoment vid varvtal: | 145 Nm vid 5 900 v/min                                                |                                                                       |                                                                       | 147 Nm vid 6 500 v/min                                                |
| Kompression:                | 9,8 : 1                                                               |                                                                       |                                                                       |                                                                       |
| Ventilstyrning:             | Dubbla överliggande kamaxlar per cylinderrad, 2 ventiler per cylinder | Dubbla överliggande kamaxlar per cylinderrad, 2 ventiler per cylinder | Dubbla överliggande kamaxlar per cylinderrad, 2 ventiler per cylinder | Dubbla överliggande kamaxlar per cylinderrad, 2 ventiler per cylinder |
| Bränslesystem:              | 2 Weber tvåportsförgasare                                             | 2 Weber tvåportsförgasare                                             | 2 Weber tvåportsförgasare                                             | 2 Weber tvåportsförgasare                                             |
| Växellåda:                  | 5-växlad manuell                                                      | 5-växlad manuell                                                      | 5-växlad manuell                                                      | 6-växlad manuell                                                      |
| Hjulupphängning fram:       | Dubbla längslänkar, torsionsfjädrar, krängningshämmare                | Dubbla längslänkar, torsionsfjädrar, krängningshämmare                | Dubbla längslänkar, torsionsfjädrar, krängningshämmare                | Dubbla tvärlänkar, torsionsfjädrar                                    |
| Hjulupphängning bak:        | Pendelaxel med längslänkar, torsionsfjädrar                           | Pendelaxel med längslänkar, torsionsfjädrar                           | Dubbla tvärlänkar, skruvfjädrar                                       | Dubbla tvärlänkar, skruvfjädrar                                       |
| Chassi & kaross:            | Fackverksram med aluminiumkaross                                      | Fackverksram med aluminiumkaross                                      | Fackverksram med aluminiumkaross                                      | Fackverksram med aluminiumkaross                                      |
| Hjulbas:                    | 220 cm                                                                | 220 cm                                                                | 220 cm                                                                | 230 cm                                                                |
| Torrvikt:                   | 520 kg                                                                | 520 kg                                                                | 480 kg                                                                | 450 kg                                                                |
| Toppfart:                   |                                                                       |                                                                       |                                                                       | 250 km/h                                                              |

## Tävlingsresultat

### Sportvagnsracing
Porsche 718 var, liksom företrädaren mycket framgångsrik i nationella mästerskap och i klubbtävlingar. I sportvagns-VM mötte bilen vanligtvis betydligt större och motorstarkare konkurrenter. Detta hindrade inte paren Jean Behra / Hans Herrmann och Edgar Barth / Paul Frére från att ta tredje och fjärde plats vid Le Mans 24-timmars 1958, slagna endast av Ferraris dubbelt så stora Testa Rossor. 1960 tog Hans Herrmann / Olivier Gendebien och Bob Holbert / Roy Schechter / Howard Fowler hem en dubbelseger vid Sebring 12-timmars. Dessutom vann RSK:n Targa Florio tre gånger, 1959, 1960 och 1963, två av dessa segrar med Joakim Bonnier bakom ratten.
Trots sitt effektmässiga underläge lyckades Porsche komma så högt som på andra plats i VM-tabellen 1960.

### Backtävlingar
Backtävlingar var mycket populära i Centraleuropa, med ett eget Europamästerskap, sanktionerat av FIA. Porsche vann fyra EM i rad mellan 1958 och 1961 med 718-modellen.

### Formelbilsracing

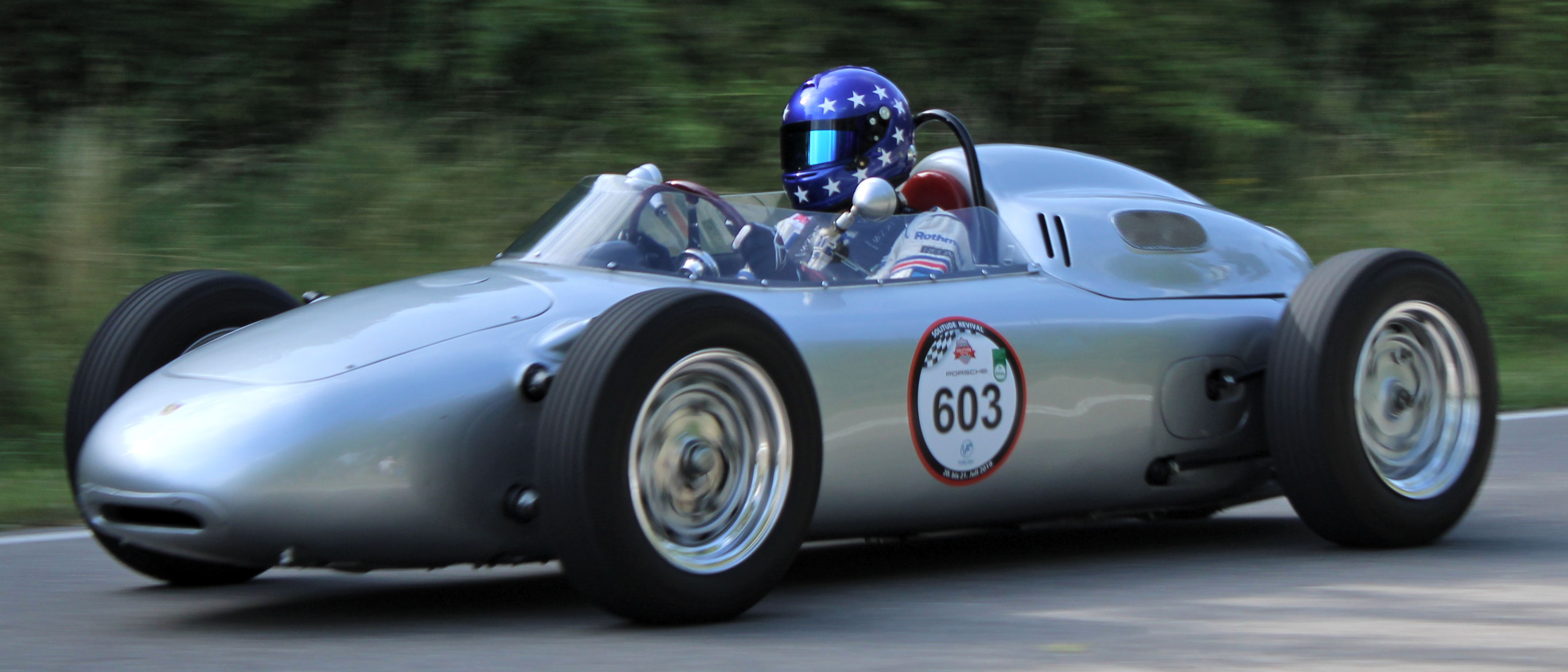
Porsche 718 Formel 2.

718-modellen blev även framgångsrik inom Formel 2, där den främsta konkurrenten var Ferraris små Dino-bilar. En av de bästa Porsche-förarna var Joakim Bonnier.
Till säsongen 1961 startade Porsche ett Formel 1-stall, med Bonnier och Dan Gurney som förare. Gurney var mest framgångsrik och slutade på fjärde plats i förar-VM, medan Bonnier hamnade på en mer blygsam femtondeplats.
I konstruktörs-VM slutade Porsche trea, efter Ferrari och Lotus.